# ذئب على السياج
ذئب على السياج هي مسرحية للكاتب بروس جراهام. أنتجت لأول مرة في Cincinnati Playhouse in the park بين عاميّ (1997-1998)  في الموسم الثامن والثلاثين.
المسرحية من بطولة جون برينان، المحكوم بحكم الإعدام نتيجة ركله مروج المخدات في وجهه الذي يدعى دواين ريجبي. جون، الشخص الفصيح الذي كتب «محامي المحكوم بالإعدام» الذي قابل روبرت ألفين (بوبي) ريبيرن، شخص ريفي غير متعلم ويحكم عليه بالإعدام بسبب إحراقه كنيسة ممتلئة بالمصليين الأمريكيين الأفارقة.
المسرحية تستكشف مفهوم عقوبة الإعدام ومعنى الشر.
تدور أحداث المسرحية في سجن يقع في جنوب الولايات المتحدة.

## الشخصيات
- جون برينان، سجين أبيض في منتصف العمر متعلم، يشعر بإحساس من الإنكار لجريمته.
- روبرت ألفين (بوبي) ريبيرن، سجين أبيض يعاني من تحديات النمو في أواخر العشرينات من عمره.
- شونا دو تشامبس، حارسة السجن التي تشعر بالذنب بسبب وفاة السجينات، عرق شونا قد يكون أي عرق آخر حسب الإنتاج الفردي.
- صموئيل (سام) فريد، كاتب يهودي أبيض لدى صحيفة The New York Times الذي أجرى مقابلة مع جون.

## الروابط الخارجية
- Ruth Neeman set design for Coyote on a Fence
- Production of Coyote on a Fence – جامعة جنوب المسيسيبي